# Theatertage der bayerischen Gymnasien
Die Theatertage der bayerischen Gymnasien sind das älteste Schultheaterfestival in Deutschland. Seit 1957 finden die Theatertage alljährlich an wechselnden Veranstaltungsorten in Bayern statt. Meist handelt es sich dabei um ein entsprechendes Gymnasium vor Ort und weiteren Spielstätten in der näheren Umgebung. Mit einer Einladung zu den Theatertagen werden die bemerkenswertesten Theaterproduktionen des jeweiligen Schuljahres ausgezeichnet.

## Veranstalter
Die Theatertage werden von der Fördergemeinschaft für das Schultheater an den bayerischen Gymnasien veranstaltet. Der Fördergemeinschaft gehören der Landesverband Theater am Gymnasium in Bayern e.V. (TAG), die Landeselternvereinigung (LEV) und der Bayerische Philologenverband (bpv) an. Die Organisation und Durchführung der Theatertage übernimmt die jeweils ausrichtende Schule vor Ort.

## Zielsetzung
Die Theatertage sollen die Qualität des Schultheaters an Gymnasien offenlegen und einen Einblick in die Arbeit bieten, die das Schultheater für den Bildungsauftrag des Gymnasiums leistet. Die Theatertage wollen eine Begegnung gymnasialer Theatergruppen ermöglichen, deren Erfahrungsaustausch fördern und Engagement würdigen. Theaterlehrer und ein interessiertes Fachpublikum sollen Gelegenheit bekommen, den Fachdiskurs über das Schultheater aktiv mitzugestalten und Anregungen für weitere Arbeiten zu sammeln. Die Theatertage verstehen sich nicht als Wettbewerb, sondern als Festival und vor allem als Fortbildungsveranstaltung.

## Jury
Über die Auswahl und Anzahl der Gruppen, die an den Theatertagen der bayerischen Gymnasien teilnehmen, entscheidet eine Jury, die sich aus verschiedenen Funktionsträgern der Veranstalter zusammensetzt. Die ausgewählten Stücke sollen einen repräsentativen Einblick in die Schultheaterarbeit an bayerischen Gymnasien ermöglichen. Damit sich die Jury einen anschaulichen Eindruck verschaffen kann, ist ein Aufführungs- oder Probenbesuch in fortgeschrittenem Stadium vorgesehen.

## Festival
Jedes Jahr werden etwa 10 bis 12 Theatergruppen zu einem mehrtägigen Festival an einem bayerischen Gymnasium eingeladen. Viele interessierte Theaterlehrerinnen und Theaterlehrer aus ganz Bayern und Schülerinnen und Schüler vor Ort nehmen ebenfalls am Festival teil. Im Mittelpunkt des Festivals stehen die Aufführungen der ausgewählten Theaterproduktionen. Die Besprechungen der Aufführungen dienen dem Erfahrungsaustausch und werden von erfahrenen Gesprächsleitern geführt. Für die Schülerinnen und Schüler der eingeladenen Gruppen werden professionell angeleitete Workshops angeboten, in denen Aspekte aus unterschiedlichen Bereichen der Theaterarbeit behandelt werden. Für die Theaterlehrerinnen und Theaterlehrer werden Fachtagungen mit ausgewiesenen Experten aus Wissenschaft und Praxis veranstaltet.

## Geschichte
Die Gründung der Theatertage geht auf eine Initiative des damaligen Vorsitzenden der Landeselternvereinigung (LEV), Dr. Heinz Roth, zurück, der die LEV und den Bayerischen Philologenverband von seiner Idee überzeugen konnte, einmal im Jahr Spielgruppen einzelner Schulen zusammenzuführen, um einander Theaterstücke vorzuführen und Erfahrungen auszutauschen. Unter der Leitung von Ludwig Faßold, Thomas Röttger und Reinhold Schira, sowie unterstützt vom Bayerischen Staatsministerium für Unterricht und Kultus entwickelten sich die Theatertage bald zu einer festen Einrichtung. 2006 wurden in Neubiberg die 50. Theatertage der bayerischen Gymnasien mit einem Jubiläumsrückblick gefeiert.
2020 und 2021 mussten die Theatertage aufgrund der COVID-19-Pandemie zum ersten und bislang einzigen Mal abgesagt werden. Die ursprünglich für 2020 geplanten Theatertage in Amberg wurden auf 2024 verschoben.

## Leiter der Theatertage
- 1957–1980: Ludwig Faßold
- 1981–1990: Thomas Röttger
- 1991–2008: Reinhold Schira
- 2009–2010: Günter Frenzel
- 2011–2013: Josef Meißner
- 2014–2019: Maximilian Weig
- seit 2019: Michael Aust

## Veranstaltungsorte
| - 1957: Tegernsee - 1958: Kulmbach - 1959: Icking - 1960: Nürnberg - 1961: Illertissen - 1962: Ettal - 1963: Würzburg - 1964: Burghausen - 1965: Lindau - 1966: Uffenheim (10.) - 1967: Metten - 1968: Straubing - 1969: Bamberg - 1970: Neuburg a.d.Donau - 1971: Münsterschwarzach - 1972: Neumarkt - 1973: Freising | - 1974: Mindelheim - 1975: Schweinfurt - 1976: Dillingen (20.) - 1977: Ebermannstadt - 1978: Weilheim - 1979: Amberg - 1980: Berchtesgaden - 1981: Landshut - 1982: Kempten - 1983: Erlangen - 1984: Ingolstadt - 1985: Augsburg - 1986: Aschaffenburg (30.) - 1987: Cham - 1988: Coburg - 1989: Fürstenfeldbruck - 1990: Friedberg | - 1991: Pfarrkirchen - 1992: Bad Königshofen - 1993: Kötzting - 1994: Eichstätt - 1995: Neu-Ulm - 1996: Schwabach (40.) - 1997: Münsterschwarzach - 1998: Neustadt b. Coburg - 1999: Deggendorf - 2000: Uffenheim - 2001: Passau - 2002: Dorfen - 2003: Neutraubling - 2004: Straubing - 2005: Bamberg - 2006: Neubiberg (50.) - 2007: Bad Kötzting | - 2008: Uffenheim - 2009: Deggendorf - 2010: Unterschleißheim - 2011: Wasserburg am Inn - 2012: Landsberg am Lech - 2013: Passau - 2014: Münsterschwarzach - 2015: Schwabach - 2016: Unterhaching (60.) - 2017: Bamberg - 2018: Murnau - 2019: Vaterstetten - 2020 und 2021 abgesagt wegen der Corona-Pandemie - 2022: Aschaffenburg - 2023: Kaufbeuren - 2024: Amberg |